# Exocentrus m-fuscus
Exocentrus m-fuscus är en skalbaggsart som beskrevs av Stefan von Breuning 1956. Exocentrus m-fuscus ingår i släktet Exocentrus och familjen långhorningar. Inga underarter finns listade i Catalogue of Life.